# Fórmula Toyota
La Fórmula Toyota fue una competición de automovilismo disputada en Japón entre 1991 y 2007. Muchos pilotos japoneses de Fórmula 1, como Kazuki Nakajima y Toranosuke Takagi, debutaron en las carreras de Fórmula Toyota. La clase se retiró después de la temporada 2007 cuando fue efectivamente reemplazada por la Formula Challenge Japan .

## Historia
La Fórmula Toyota celebró su carrera inaugural en 1990, esta carrera fue ganada por Masami Kageyama. Toyota lanzó su primer motor de Fórmula 3 en 1991 y ganó el título de pilotos y el título de motor en el Campeonato de Fórmula 3 Japonesa en 1991. Junto con su motor de Fórmula 3, Toyota lanzó su propia clase de carreras,  la Fórmula Toyota. El coche de primera generación, el Argo-TOM'S FT10, utiliza un monocasco de aluminio. El automóvil estaba propulsado por un motor Toyota 4A-GE, que producía 140 hp. El FT10 se usó hasta 1994 cuando fue reemplazado por un FT20 construido por TOM'S. Este automóvil estaba propulsado por un motor de 5 válvulas, reemplazando el motor anterior de 4 válvulas. En 1995 se fundó la Formula Toyota Racing School y el mejor piloto de cada clase ganó una carrera totalmente financiada en el campeonato de Fórmula Toyota. Entre 1991 y 1999 hubo dos campeonatos de Fórmula Toyota, Main y West. Pero después de que los campos se hicieron más pequeños, Toyota fusionó las dos clases en una clase para la temporada 2000. La última carrera del campeonato fue el 25 de noviembre de 2007 en Fuji Speedway. La carrera fue ganada por el piloto ítalo-japonés Kei Cozzolino. Team Le Beauset fue el equipo más exitoso en la Fórmula Toyota, sus pilotos ganaron el campeonato seis veces.
La competición desapareció después de la creación de la Formula Challenge Japan. Nissan, Honda y Toyota unieron fuerzas y crearon esta clase de carreras en 2006. La Formula Challenge Japan fue reemplazada por la Fórmula 4 Japón después de la temporada 2013. En Nueva Zelanda, la Toyota Racing Series, también conocida como Fórmula Toyota, utiliza actualmente un Toyota FT40 construido por Tatuus. No hay relación entre la serie japonesa y ésta salvo el uso de motores Toyota.

## Campeones
| Año        | Campeonato          | Campeonato         | Chasis          |
| ---------- | ------------------- | ------------------ | --------------- |
| 1990       | Masami Kageyama     | Masami Kageyama    | Argo-TOM'S FT10 |
|            | Principal           | Oeste              |                 |
| 1991       | Eiichi Tajima       | Hidehiro Mochizuki | Argo-TOM'S FT10 |
| 1992       | Tomoyuki Hosono     | Masayuki Yamamoto  | Argo-TOM'S FT10 |
| 1993       | Mitsuhiro Kinoshita | Eiji Sengoku       | Argo-TOM'S FT10 |
| 1994       | Shigeaki Hattori    | Jiro Nakatani      | Argo-TOM'S FT10 |
| 1995       | Takahiro Fujita     | Yuji Tachikawa     | TOM'S FT20      |
| 1996       | Yasuhisa Fujiwara   | Shinya Kurushima   | TOM'S FT20      |
| 1997       | Rubén Derfler       | Shinichi Takagi    | TOM'S FT20      |
| 1998       | Masahiro Tsukiji    | Tomoyuki Inoue     | TOM'S FT20      |
| 1999       | Kaichi Sato         | Satoshi Inoue      | TOM'S FT20      |
| Campeonato |                     |                    |                 |
| 2000       | Satoshi Goto        | Satoshi Goto       | TOM'S FT20      |
| 2001       | Naoki Yokomizo      | Naoki Yokomizo     | TOM'S FT20      |
| 2002       | Wataru Kobayakawa   | Wataru Kobayakawa  | TOM'S FT30      |
| 2003       | Kazuki Nakajima     | Kazuki Nakajima    | TOM'S FT30      |
| 2004       | Hideto Yasuoka      | Hideto Yasuoka     | TOM'S FT30      |
| 2005       | Kazuya Oshima       | Kazuya Oshima      | TOM'S FT30      |
| 2006       | Yuhi Sekiguchi      | Yuhi Sekiguchi     | TOM'S FT30      |
| 2007       | Kei Cozzolino       | Kei Cozzolino      | TOM'S FT30      |

## Pilotos destacados
- Toranosuke Takagi, piloto de Fórmula 1 de Tyrrell en 1998 y Arrows en 1999.
- Takashi Kogure, piloto del Super GT y Fórmula Nippon.
- Hiroki Yoshimoto, expiloto de la GP2 Series y piloto del Campeonato Mundial de Turismos.
- Kohei Hirate, expiloto de GP2 Series y expiloto de pruebas de Toyota Racing.
- Keisuke Kunimoto, ganador del Gran Premio de Macao de 2008.
- Yuji Kunimoto, campeón del Campeonato de Fórmula 3 Japonesa en 2010.
- Takuto Iguchi, piloto de la clase GT300 del Super GT.